# Meda (Italia)
Meda es una ciudad italiana, situada en la Provincia de Monza y Brianza (Lombardía).
Tiene 23.001 habitantes (censo de 2008).

## Evolución demográfica
| Gráfica de evolución demográfica de Meda entre 1861 y 2001 |
|                                                            |
| Fuente ISTAT - elaboración gráfica de Wikipedia            |